# Válka v deltě Nigeru
Válka v deltě Nigeru je konflikt malé intenzity, ve kterém proti sobě stojí zkorumpovaná vláda Nigérie hájící smlouvy s ropnými společnostmi, které porušují lidská práva místních obyvatel  (největší z nich je Shell) a povstalci znechucení naprostým nezájmem nigerijské vlády a ropných společností o obyvatele a životní prostředí. Jejich deklarovaným cílem je zajistit větší podíl zisku z ropy lidu Nigérie a obyvatelům delty Nigeru, přinutit ropné společnosti k dodržování zákonů o ochraně obyvatel a odškodnění obětí ropných havárií, které vůbec neplní. Největšími povstaleckými uskupeními jsou Hnutí za osvobození delty Nigeru (MEND) a Armáda lidových dobrovolníků delty Nigeru (MDPVF), které mají velmi úzké vztahy. Kromě nich zde také operují menší etnická hnutí, jejichž cílem je získat výnosy z ropy pouze pro určitý národ a povstalecké skupiny bez jasného cíle, které se  snaží na válce obohatit. MEND a MDPVF mají širokou podporu mezi lidem delty i západními levicovými intelektuály.
Válka probíhá dlouhodobě. Počátek současné podoby války lze datovat do roku 2004, kdy vzniklo Hnutí za osvobození delty Nigeru (MEND).